# Terytorium niczyje
Terytorium niczyje, ziemia niczyja, terytorium niezawłaszczone (łac. terra nullius)- termin prawa międzynarodowego, obszar lądowy nie należący do żadnego państwa, nie będący terytorium zależnym ani terytorium międzynarodowym, ale mogący być poddany suwerenności jakiegoś państwa.

## Terytoria niczyje w historii

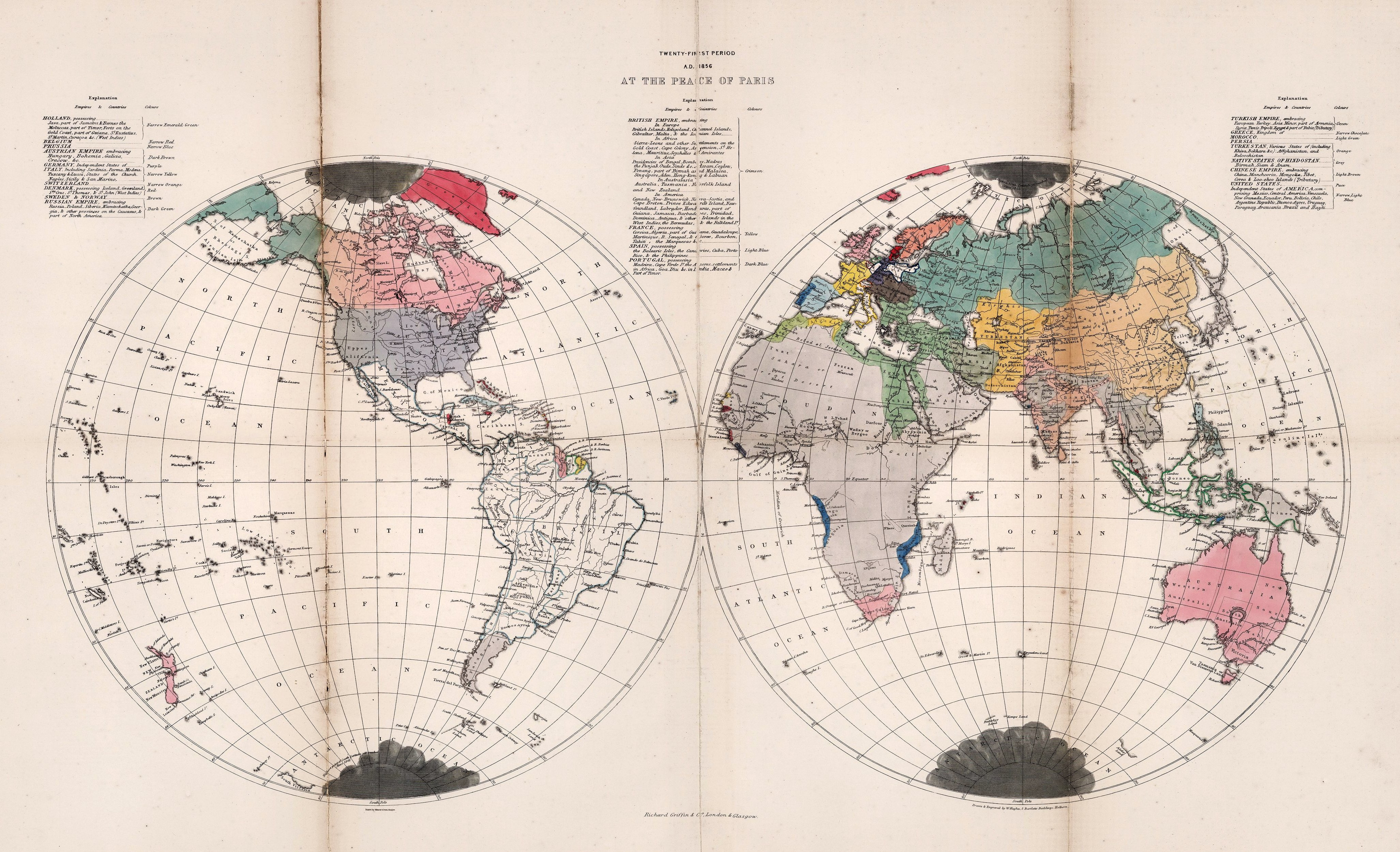
Mapa świata z połowy XIX wieku. Nieodkryte i niezbadane duże obszary Antarktydy, Afryki, Azji a nawet Ameryki (Patagonia) formalnie stanowiły terra nullius.

Początkowo w doktrynie europejskiego prawa wszystkie obszary pozaeuropejskie bez względu na stopień lokalnej organizacji politycznej były terra nullius do zagarnięcia i opanowania przez państwa europejskie. Był to jeden z argumentów do ekspansji kolonializmu i niesienia rozwoju cywilizacyjnego na tzw. ludy pierwotne. Jeszcze w połowie XIX wieku większość obszaru Afryki i duża część Azji stanowiły formalnie ziemie niczyje do potencjalnego objęcia przez europejskie mocarstwa. Po zakończeniu wyścigu o Afrykę na początku XX wieku zdecydowana większość obszarów lądowych zostało podzielone pomiędzy istniejące wówczas państwa. Największym terytorium niczyim do końca lat 50-ch XX wieku była Antarktyda, do której jednak kilka państw zgłaszało roszczenia terytorialne. Roszczenia te nie były uznawane przez społeczność międzynarodową, w szczególności Stany Zjednoczone i ówczesny Związek Radziecki odmówiły ich uznania. Status Antarktyki jako terytorium międzynarodowego został uregulowany dopiero w Układzie Antarktycznym z 1959 roku, a wszelkie roszczenia terytorialne zostały zamrożone. Obecnie terytoria niczyje nie występują, chociaż niektóre drobne wyspy i rafy koralowe czasowo wynurzają się ponad poziom oceanu i wzbudzają zainteresowanie państw pragnących objąć nad nimi kontrolę. W tym przypadku chodzi nie tylko o zwiększenie terytorium państwa, ale przede wszystkim o rozszerzenie wyłącznej strefy ekonomicznej zainteresowanego państwa.

## Terytoria niczyje współcześnie
Wobec odkrycia i podporządkowania politycznego wszystkich obszarów lądowych na świecie w doktrynie prawa międzynarodowego przyjmuje się, że terytorium niczyje może powstać w wyniku porzucenia terytorium przez państwo lub uformowania nowej wyspy na morzu pełnym (poza morskimi wodami terytorialnymi).

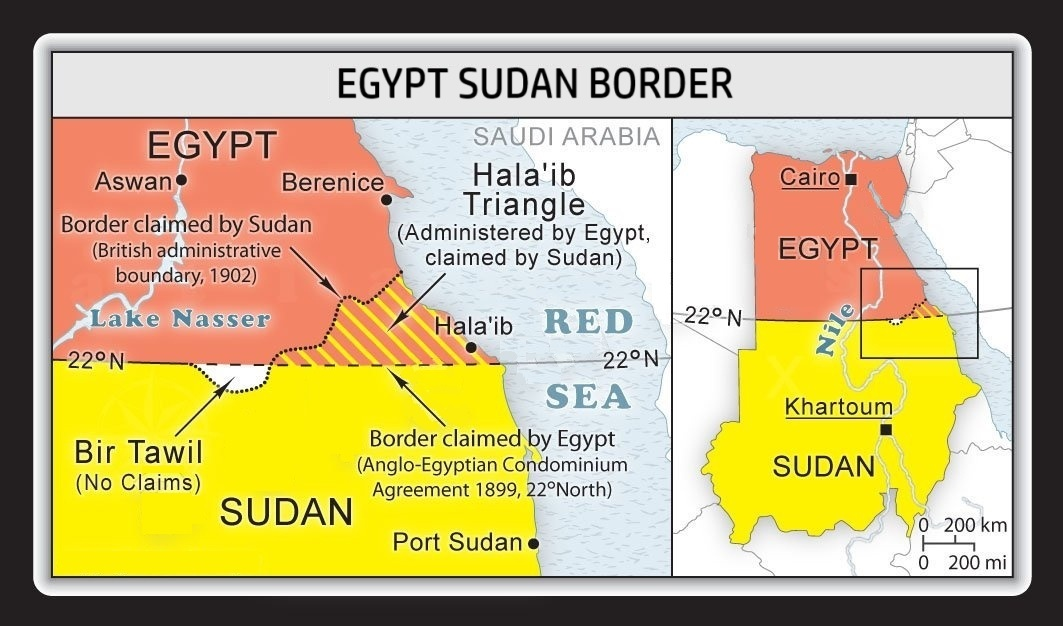
Pogranicze egipsko - sudańskie z obszarem Bir Tawil.

Pierwszy przypadek jest czysto hipotetyczny gdyż trudno dzisiaj przyjąć, że państwo dobrowolnie rezygnuje z części swojego terytorium pozostawiając go bez żadnej kontroli. Nie mówimy tu o wysiedleniu ludności z jakiegoś obszaru (np. wyspy), które nie jest równoznaczne ze zrzeczeniem się suwerenności nad nim. W tym kontekście często przytaczany jest przykład tzw. Bir Tawil na granicy sudańsko - egipskiej ze względu na różną interpretację przebiegu granicy, która teoretycznie pozostawia ten obszar poza roszczeniami tych sąsiadujący ze sobą krajów. Jednak próba zawładnięcia Bir Tawil i ogłoszenia Królestwa Północnego Sudanu w 2014 roku nie spotkała się z uznaniem międzynarodowym. Podobną genezę wynikającą ze sporu granicznego ma formalnie bezpaństwowy obszar Gornja Siga na granicy chorwacko - serbskiej. Próby ogłaszania na tych terytoriach różnych tworów quasi-państwowych nie miały żadnych konsekwencji prawnomiędzynarodowych.
Drugi przypadek nowego terytorium niczyjego (powstanie nowej wyspy) występuje częściej niż się wydaje. W 1963 roku u wybrzeży Islandii w wyniku wybuchu podmorskiego wulkanu na powierzchni oceanu powstała wyspa Surtsey. Już na początku istnienia wyspy grupa dziennikarzy francuskiego magazynu Paris Match wylądowała na lądzie i żartobliwie ogłosiła francuskie zwierzchnictwo nad wyspą, co spotkało się ze zdecydowanym sprzeciwem Islandczyków. Ostatni głośny taki przykład był odnotowany na Ocenie Spokojnym w rejonie wysp Tonga, gdzie w wyniku działalności wulkanicznej wyłoniła się nowa wyspa Hunga Tonga. Status terytorium niczyjego jest w tym przypadku przejściowy, gdyż najbliższe sąsiadujące państwo dąży do szybkiej inkorporacji nowopowstałego lądu albo ten znika pod wodą po zakończeniu aktywności wulkanu.